# Marcel Jézo
Marcel Jézo (* 27. Juni 1910 in Colpo; † 24. Juni 1961 ebenda) war ein französischer Radrennfahrer und nationaler Meister im Radsport.

## Sportliche Laufbahn
Jézo war im Bahnradsport aktiv. 1929 begann er mit dem Radsport. Von 1934 bis 1936 war er Berufsfahrer. 1933 gewann er die nationale Meisterschaft im Sprint der Amateure. Er gewann in jener Saison den Grand Prix de Paris in der Amateurklasse. Weitere Siege holte er in den Sprintturnieren Prix de l’Espérance 1934, Prix Emile Friol, Prix Ernest Kauffmann und Prix Edmond Jacquelin 1936. Jézo startete bei den Bahnradsport-Weltmeisterschaften 1934, obwohl er kurz zuvor einen schweren Sturz erlitten hatte.

## Berufliches
Ende 1938 eröffnete er in Lorient ein Fahrrad- und Sportartikelgeschäft.